# Pappa Bear
Pappa Bear (* im 20. Jahrhundert in Curaçao, Niederländische Antillen; bürgerlich Godwijn June Orlando Ray Rollocks, kurz June Rollocks) ist ein niederländischer Rapper.

## Biografie
Der auf den Niederländischen Antillen geborene Pappa Bear begann seine Berufslaufbahn als Koch. Er absolvierte als Jahrgangsbester seine Lehre und wurde Chef de Cuisine. Nachdem er Anfang der 1990er Jahre seiner Schwester Daisy Rollocks, besser bekannt als Daisy Dee, bei der Produktion ihrer Lieder half, trat er der Gruppe Black Male bei, mit denen er drei Songs veröffentlichte.
1996 ging Pappa Bear einen Vertrag mit der Plattenfirma Booya Music ein. Das Label wurde von Toni Cottura, Bülent Aris und Holger Storm ins Leben gerufen und vermarktete Künstler wie Nana, A.K.-S.W.I.F.T. oder Mark Wahlberg alias Marky Mark und produzierte Größen wie die Backstreet Boys oder *NSYNC.
Nachdem er anfänglich als Gastrapper in Stücken von Nana auftrat und ihm bei der Promotion seines ersten Albums unterstützte, veröffentlichte er im Herbst 1997 zusammen mit Jan van der Toorn eine Interpretation des Kool-&-the-Gang-Klassikers Cherish und landete damit einen internationalen Hit. Im Frühjahr 1998 knüpfte er mit When the Rain Begins to Fall, erneut in Kooperation mit van der Toorn, an seinen ersten Erfolg an.
Das erste Album What’s My Name wurde im Mai 1998 veröffentlicht. Die dritte Single-Auskopplung war Hunny Luv, abermals erfolgreich unterstützt mit van der Toorn, der sich wieder um den Refrain kümmerte.
2000 hätte das zweite Album erscheinen sollen, was allerdings daran scheiterte, dass sich das Label Booya Music auflöste. Im Internet konnte man den Song Wunderful Life finden. Seitdem ist es sehr ruhig um Pappa Bear geworden. 2009 veröffentlichte er auf seiner MySpace-Seite neue Tracks, u. a. ein Cover von Falcos Jeanny. 2010 plante er ein Comeback.

## Diskografie

### Studioalben
| Jahr | Titel           | Höchstplatzierung, Gesamtwochen, AuszeichnungChartplatzierungen (Jahr, Titel, Platzierungen, Wochen, Auszeichnungen, Anmerkungen) | Höchstplatzierung, Gesamtwochen, AuszeichnungChartplatzierungen (Jahr, Titel, Platzierungen, Wochen, Auszeichnungen, Anmerkungen) | Höchstplatzierung, Gesamtwochen, AuszeichnungChartplatzierungen (Jahr, Titel, Platzierungen, Wochen, Auszeichnungen, Anmerkungen) | Anmerkungen                        |
| Jahr | Titel           | DE | AT | CH | Anmerkungen                        |
| ---- | --------------- | --- | --- | --- | ---------------------------------- |
| 1998 | What’s My Name? | DE29 (6 Wo.)DE | AT43 (2 Wo.)AT | CH33 (5 Wo.)CH | Erstveröffentlichung: 26. Mai 1998 |

### Singles
| Jahr | Titel Album                                  | Höchstplatzierung, Gesamtwochen, AuszeichnungChartplatzierungen (Jahr, Titel, Album, Platzierungen, Wochen, Auszeichnungen, Anmerkungen) | Höchstplatzierung, Gesamtwochen, AuszeichnungChartplatzierungen (Jahr, Titel, Album, Platzierungen, Wochen, Auszeichnungen, Anmerkungen) | Höchstplatzierung, Gesamtwochen, AuszeichnungChartplatzierungen (Jahr, Titel, Album, Platzierungen, Wochen, Auszeichnungen, Anmerkungen) | Höchstplatzierung, Gesamtwochen, AuszeichnungChartplatzierungen (Jahr, Titel, Album, Platzierungen, Wochen, Auszeichnungen, Anmerkungen) | Höchstplatzierung, Gesamtwochen, AuszeichnungChartplatzierungen (Jahr, Titel, Album, Platzierungen, Wochen, Auszeichnungen, Anmerkungen) | Anmerkungen                                                                                    |
| Jahr | Titel Album                                  | DE | AT | CH | UK | NZ | Anmerkungen                                                                                    |
| ---- | -------------------------------------------- | --- | --- | --- | --- | --- | ---------------------------------------------------------------------------------------------- |
| 1997 | Cherish What’s My Name?                      | DE2 Platin · (20 Wo.)DE | AT2 Gold · (16 Wo.)AT | CH2 Gold · (20 Wo.)CH | UK47 (1 Wo.)UK | NZ1 Platin · (23 Wo.)NZ | Erstveröffentlichung: 13. Oktober 1997 Verkäufe: + 800.000; feat. van der Toorn                |
| 1997 | Bible In My Hand –                           | DE54 (4 Wo.)DE | — | — | — | — | Erstveröffentlichung: 1997 U.B.F. feat. Nana, Pappa Bear, Cottura, Alex & Aleks, van der Toorn |
| 1998 | When the Rain Begins to Fall What’s My Name? | DE9 (12 Wo.)DE | AT6 (13 Wo.)AT | CH16 (12 Wo.)CH | — | NZ4 Gold · (12 Wo.)NZ | Erstveröffentlichung: 30. März 1998 feat. van der Toorn                                        |
| 1998 | Honey Luv What’s My Name?                    | DE60 (4 Wo.)DE | — | — | — | NZ39 (3 Wo.)NZ | Erstveröffentlichung: 20. Juli 1998 feat. van der Toorn                                        |